# Rouairoux
Rouairoux (okzitanisch: Roairós) ist eine französische Gemeinde mit 387 Einwohnern (Stand: 1. Januar 2022) im Département Tarn in der Region Okzitanien. Sie gehört zum Arrondissement Castres und zum Kanton Mazamet-2 Vallée du Thoré (bis 2015: Kanton Saint-Amans-Soult).

## Lage
Rouairoux liegt etwa 24 Kilometer ostsüdöstlich von Castres in den Montagne Noire (dt. „Schwarzes Gebirge“) und ist Teil des Regionalen Naturparks Haut-Languedoc. Der Thoré begrenzt die Gemeinde im Süden. Umgeben wird Rouairoux von den Nachbargemeinden Anglès im Norden und Osten, Lacabarède im Südosten, Sauveterre im Süden sowie Saint-Amans-Valtoret im Westen.

## Bevölkerungsentwicklung
| Jahr                      | 1962 | 1968 | 1975 | 1982 | 1990 | 1999 | 2006 | 2012 |
| Einwohner                 | 576  | 503  | 380  | 371  | 388  | 337  | 373  | 364  |
| Quelle: Cassini und INSEE |      |      |      |      |      |      |      |      |

## Sehenswürdigkeiten
- Kreuz Lierre
- Schloss Caylus